# Мячковская волость (Бронницкий уезд)
Мячковская волость — волость в составе Бронницкого уезда Московской губернии. Существовала до 1929 года. Центром волости было село Верхнее Мячково.
По данным 1919 года в Мячковской волости было 13 сельсоветов: Верхне-Мячковский, Заозерский, Зелено-Слободский, Кам.-Тяженский, Лыткаринский, Нижне-Мячковский, Островецкий, Сельцовский (Селецкий), Титовский, Тураевский, Усадский, Ченцовский и Щеголевский.
В 1923 году Сельцовский с/с был присоединен к Заозерскому, Усадский — к Тураевскому, Ченцовский — к Титовскому, Щеголевский — к Нижне-Мячковскому. Был упразднён Лыткаринский с/с.
В 1925 году Щеголевский с/с был восстановлен.
В ходе реформы административно-территориального деления СССР в 1929 году Мячковская волость была упразднена.